# باولين بوتي
كانت باولين بوتي (6 مارس 1938- 1 يوليو 1966) رسامة بريطانية. كانت بوتي مؤسسة حركة فن البوب البريطانية والرسامة الأنثى الوحيدة في الجناح البريطاني للحركة. غالبًا ما أظهرت رسومات بوتي وكولاجاتها بهجة في الأنوثة والجنسانية الأنثوية الواثقتين بنفسهما وأبدت نقدًا صريحًا أو مبطنًا «لعالم الرجل» الذي عاشت فيه. صارت بوتي بسبب فنها المتمرد، جنبًا إلى جنب مع نمط حياتها الحر، إحدى رائدات الحركة النسوية في سبعينيات القرن الماضي.

## حياتها وأعمالها

### نشأتها وتعليمها
وُلدت باولين فيرونيكا بوتي في ضواحي جنوب لندن عام 1938 لعائلة كاثوليكية من الطبقة الوسطى. كانت صغرى أربعة أطفال، فحظيت بثلاثة أخوة أكبر منها وأب صارم جعلها مدركة كل الإدراك لمكانتها بصفتها فتاة. في 1954، فازت بمنحة دراسية إلى مدرسة ويمبلدون للفنون، والتي ارتادتها على الرغم من رفض أبيها. إلا أن أم بوتي كان داعمة لها، فقد كانت نفسها فنانة محبطة وحُرمت موافقة الوالدين لارتياد مدرسة سليد للفنون الجميلة. حصلت بوتي على إجازة متوسطة في الطباعة الحجرية (1956) وإجازة وطنية في تصميم الزجاج المعشق (1958). أطلق عليها زملاء دراستها لقب «باردو ويمبلدون» بسبب شبهها بالنجمة السينمائية الفرنسية بريجيت باردو. بعد أن شجعها معلمها تشارلز كيري على استكشاف تقنيات الكولاج، صار رسم بوتي أكثر تجريبية. أظهر عملها اهتمامًا بالثقافة الشعبية في وقت مبكر. في 1957، عُرضت إحدى لوحاتها في معرض المعاصرين الشباب إلى جانب أعمال لروبين ديني وريتشارد سميث وبريدجيت رايلي.
درست في مدرسة الزجاج المعشق في الكلية الملكية للفنون (1958- 1961). كانت قد أرادت الالتحاق بمدرسة الرسم، لكنها ثُنيت عن التقدُم نظرًا لأن معدلات قبول النساء كانت أقل بكثير في ذاك القسم. على الرغم من التحيز الجنسي المؤسَس في الكلية، كانت بوتي إحدى أقوى طالبات صفها، وفي عام 1960، ضم مجلس الفنون إحدى أعمالها بالزجاج المعشق إلى معرض الزجاج المعشق المعاصر المتنقل. استمرت بوتي بالرسم بمفردها في شقتها الطلابية في غرب لندن، وفي 1595، اختيرت ثلاثة أخرى من أعمالها لمعرض المعاصرين الشباب. صادقت في خلال هذا الوقت أيضًا فناني بوب صاعدين آخرين، مثل ديفيد هوكني وديريك بوشيير وبيتر فيليبس وبيتر بليك.
عندما كانت بوتي في الكلية الملكية للفنون، انخرطت في عدد من الأنشطة اللامنهجية. كانت تغني وترقص وتمثل في عروض الكلية الفاضحة، ونشرت شعرها في مجلة طلابية بديلة، وكانت حضورًا مميزًا في مجتمع السينما حيث نمّت اهتمامها، ولا سيما بسينما الموجة الجديدة الأوروبية. كانت أيضًا مشاركًا نشطًا في الفعالية المناهضة للقبح، وهي مجموعة من طلاب الكلية الملكية للفنون المشتركين بدروس الزجاج المعشق، ولاحقًا الهندسة المعمارية، الذين احتجوا ضد العمارة البريطانية الجديدة التي اعتبروها مهينة ورديئة النوعية.

### حياتها المهنية
كانت بوتي في ذروة إنتاجها بعد عامين من تخرجها في الكلية. طورت أسلوب بوب وأيقنة مميزين. أُقيم أول عرض جماعي لها، «بليك، بوتي، بورتر، ريف»، في نوفمبر 1961 في غاليري أيه. آي. أيه. في لندن وهُلل له بصفته أحد أوائل عروض فن البوب البريطاني. عرضت عشرين كولاجًا، بما فيها أهو طائر؟ أهي طائرة؟ والوردة هي الوردة هي الوردة، الذين أظهرا اهتمامها بالرسم من مصادر الثقافة الشعبية العالية والمنخفضة في فنها (يشير أول عنوان إلى قصص سوبرمان المصورة، والثاني يقتبس الشاعرة الأمريكية المنفية غيرترود ستاين).